# جولی هلارد-دکوژی
 جولی هلارد-دکوژی (فرانسوی: Julie Halard-Decugis‎؛ زاده ۱۰ سپتامبر ۱۹۷۰) یک تنیس‌باز اهل فرانسه است.